# Austin A40

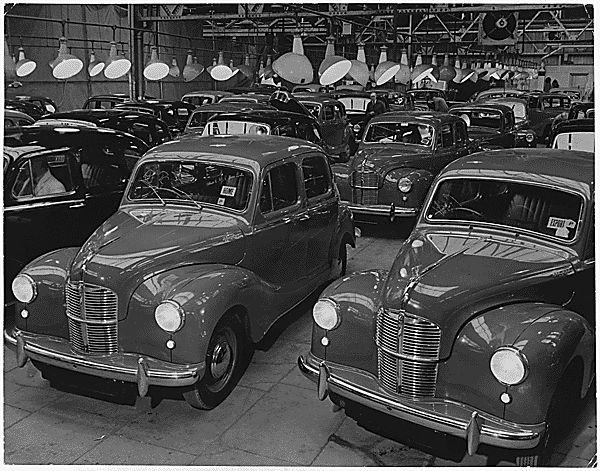
Austin A40 Dorset de 2 puertas y Austin A40 Devon de 4 puertas de mercados de importación y exportación. Fabricados entre 1947 y 1952

El fabricante de automóviles británico Austin comercializó un gran número de modelos diferentes bajo el nombre de Austin A40 entre 1947 y 1967.
Austin ponía los nombres de sus modelos durante esa época en función de los CV que rendía el motor. Sin embargo, también se añadía a la denominación A40 nombres preferentemente de lugares de Inglaterra.
Los siguientes vehículos se vendieron bajo el nombre de Austin A40:
- 1947 a 1950: Austin A40 Dorset 2 puertas sedán
- 1947 a 1952: Austin A40 Devon 4 puertas sedán
- 1947 a 1956: Austin A40 Countryman 2 puertas familiar
- 1947 a 1956: Austin A40 Van 2 puertas furgoneta
- 1947 a 1956: Austin A40 Pick-up 2 puertas pickup
- 1948 a 195?: Austin A40 Tourer 2 puertas turismo para 4 pasajeros construido en Australia[1]
- 19?? a 19??: Austin A40 Coupe Utility 2 puertas pickup cupé, producido en Australia[2]
- 1950 a 1953: Austin A40 Sports 2 puertas, para 4 pasajeros descapotable con doble carburador y carrocería de aluminio
- 1952 a 1954: Austin A40 Somerset 4 puertas sedán y 2 puertas descapotable
- 1954 a 1956: Austin A40 Cambridge 4 puertas sedán
- 1958 a 1967: Austin A40 Farina 2 puertas sedán y 2 puertas hatchback

## Imágenes

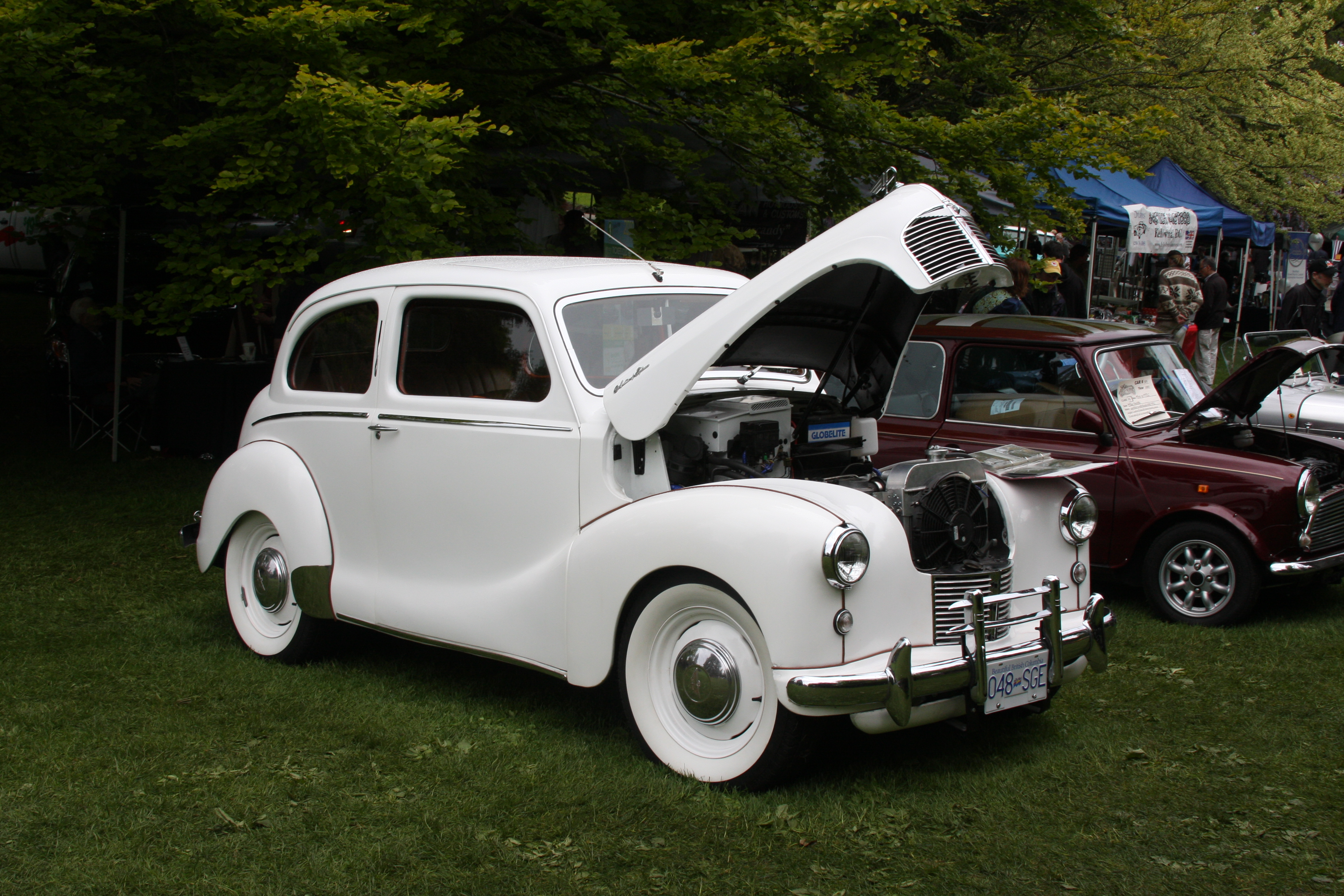
Austin A40 Dorset
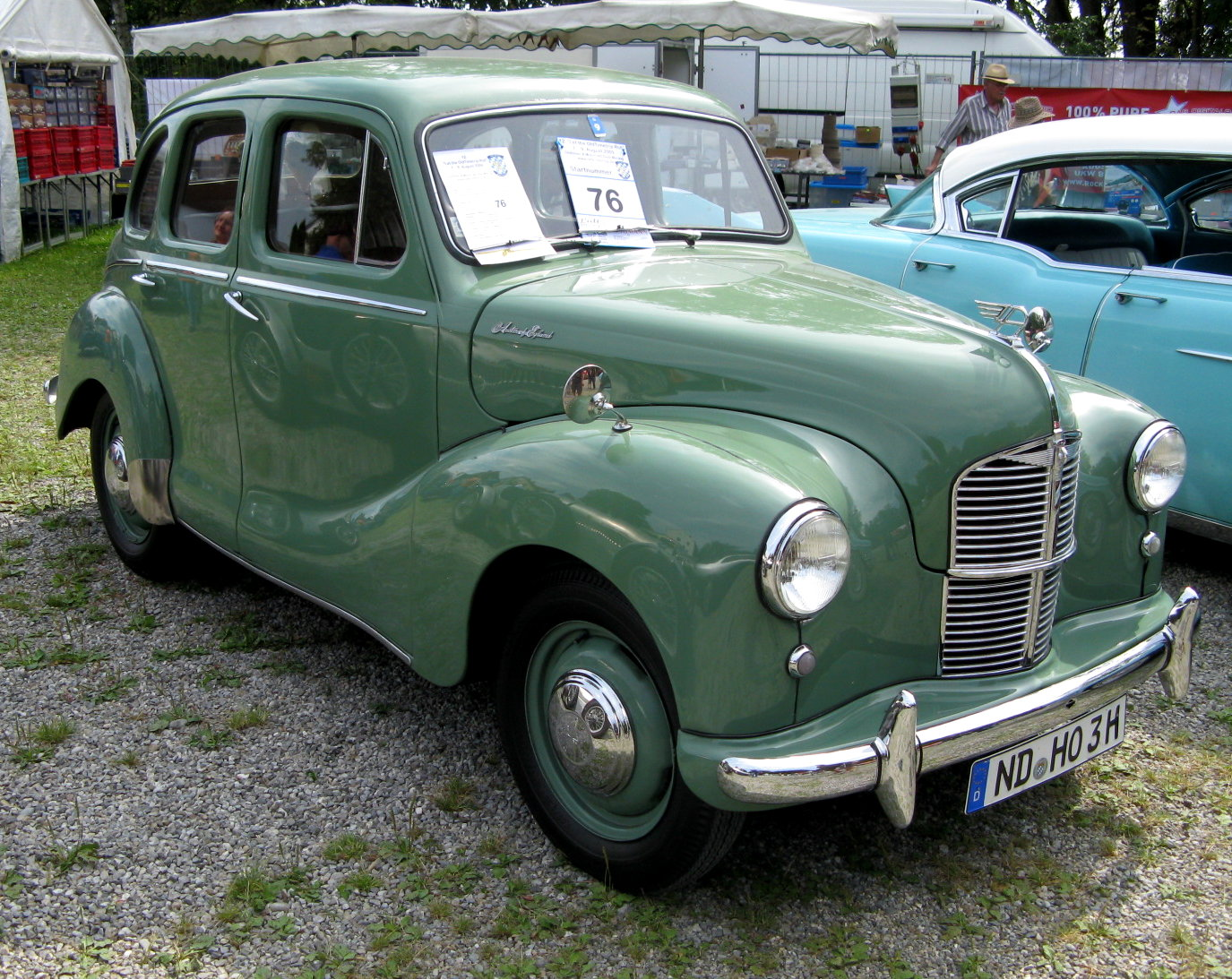
Austin A40 Devon
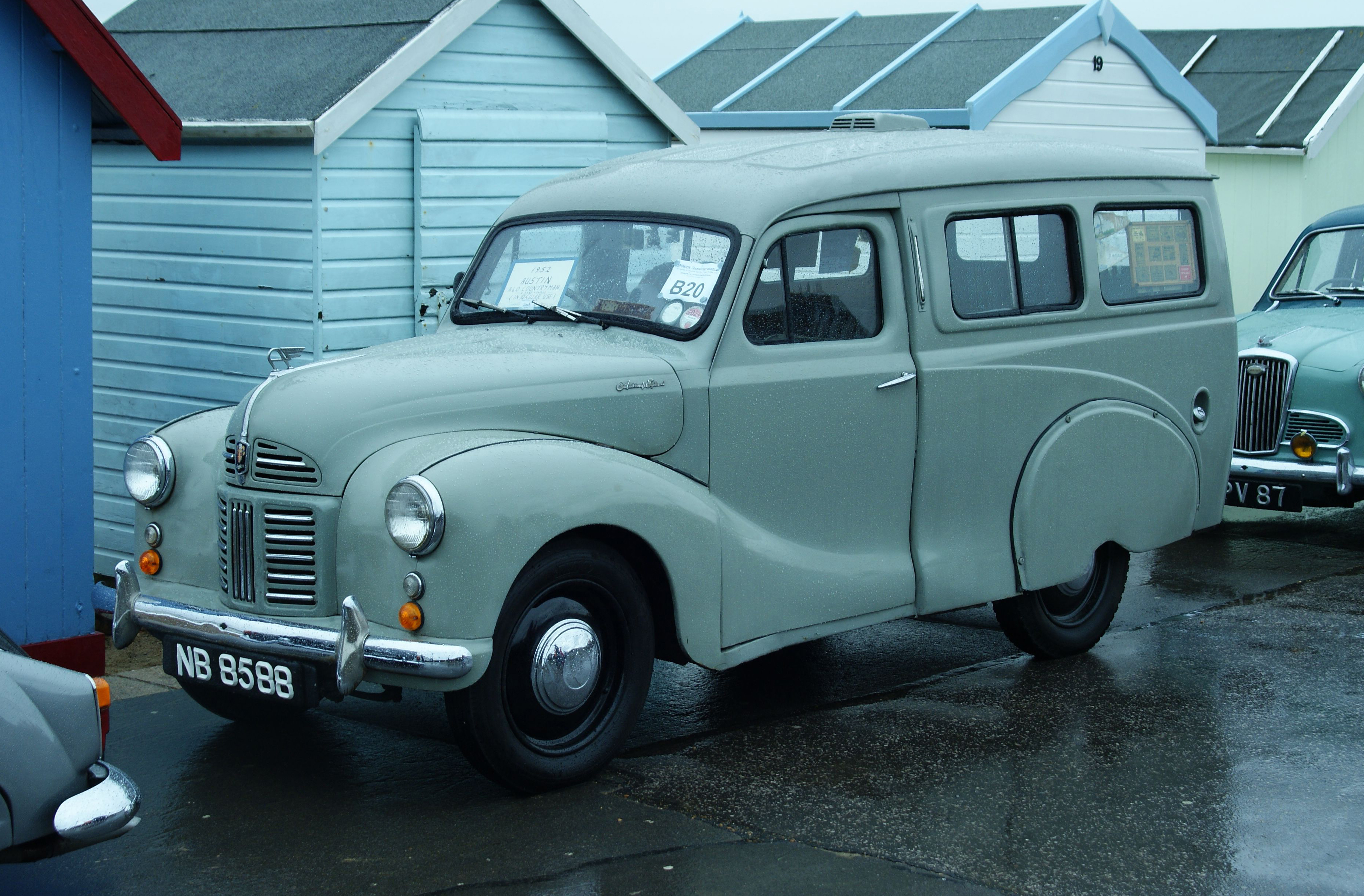
Austin A40 Countryman
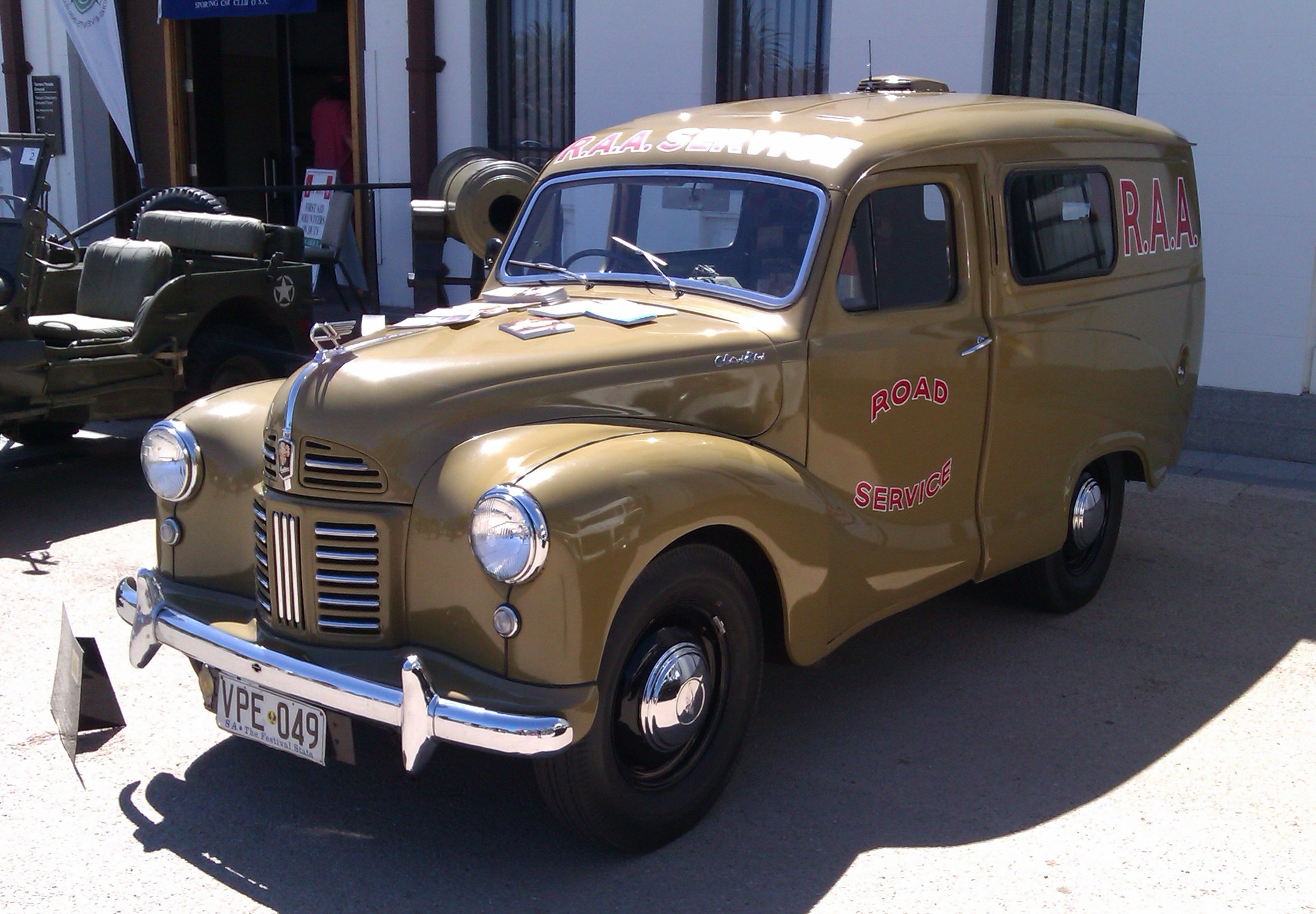
Austin A40 Van
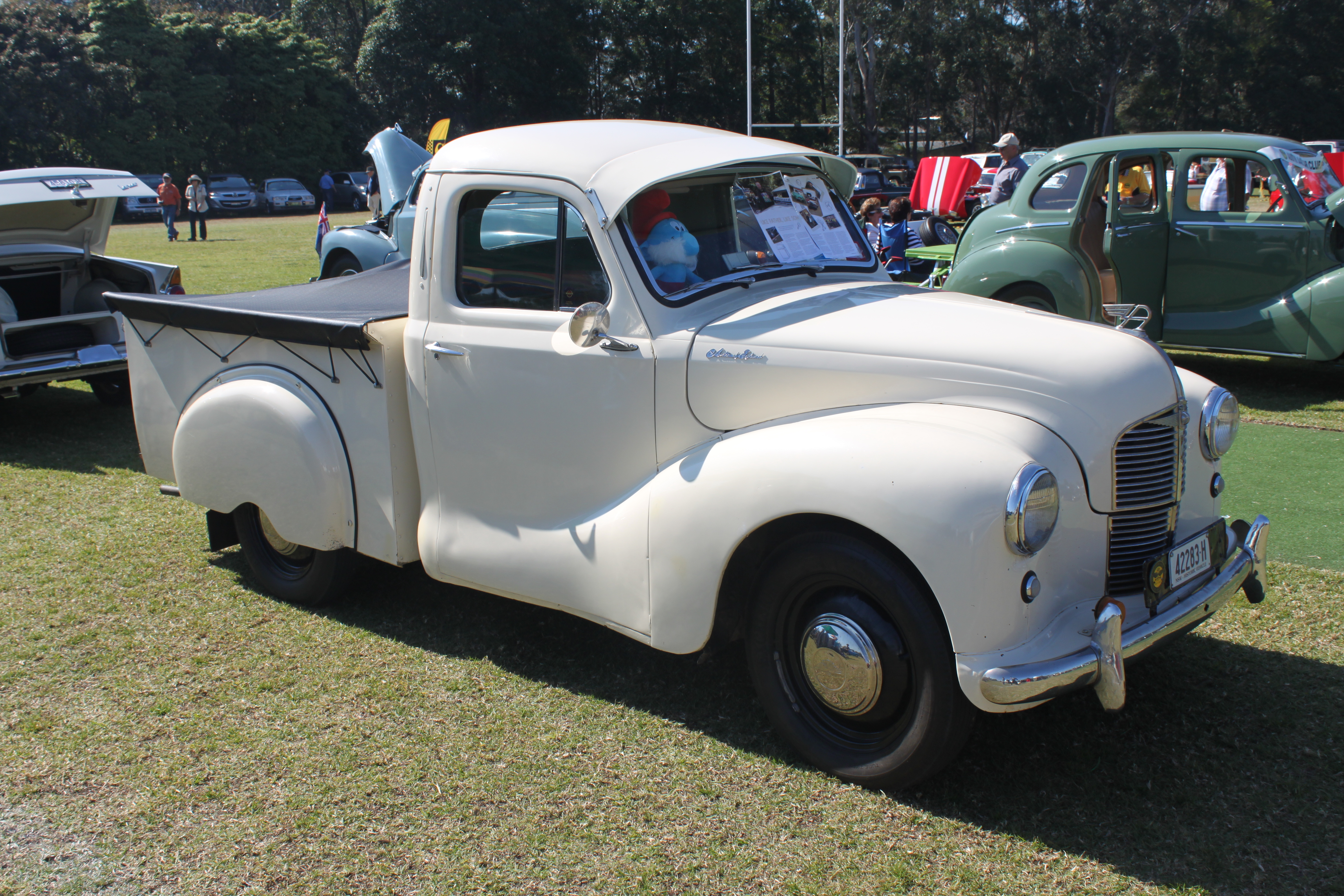
Austin A40 Pick-up
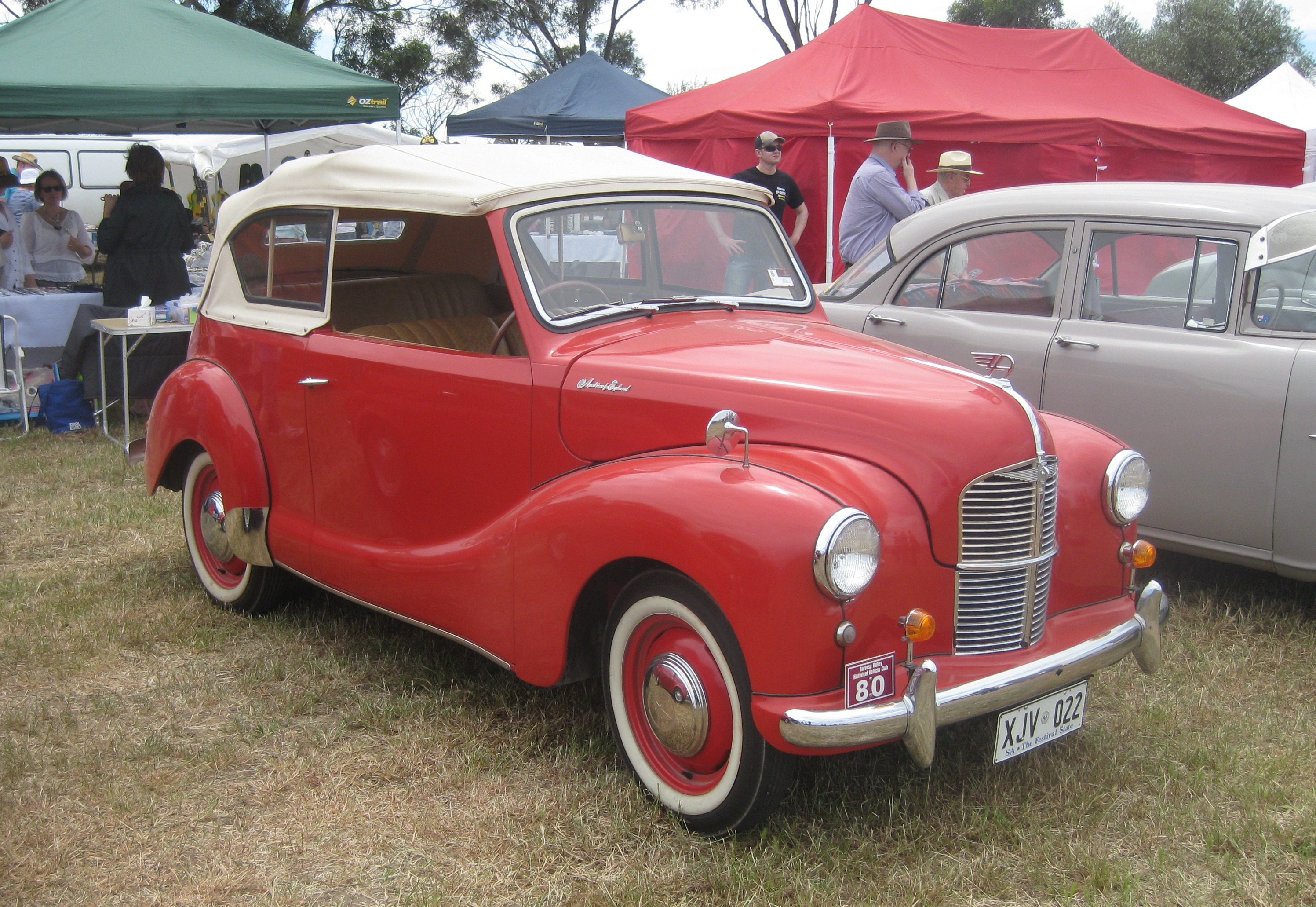
Austin A40 Tourer
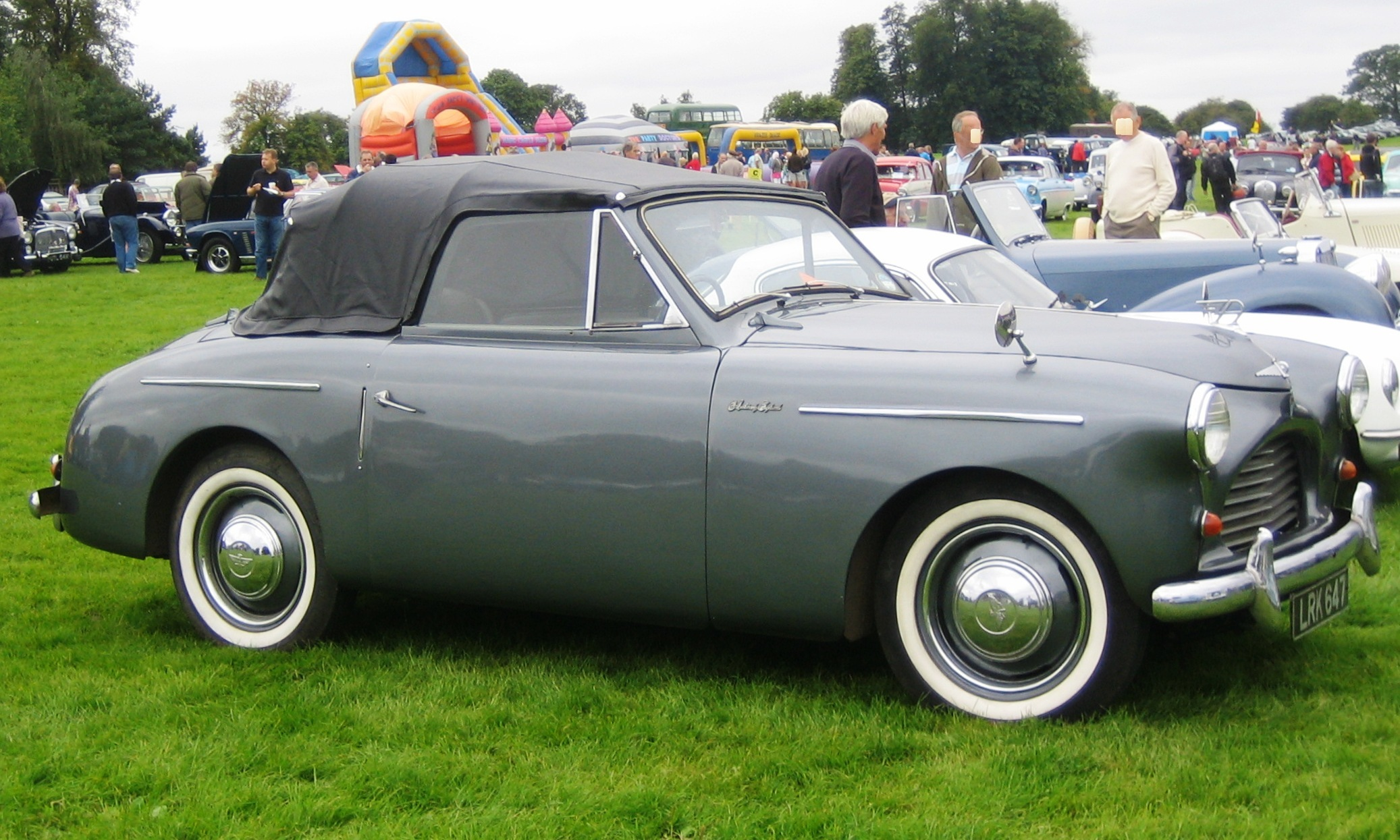
Austin A40 Sports
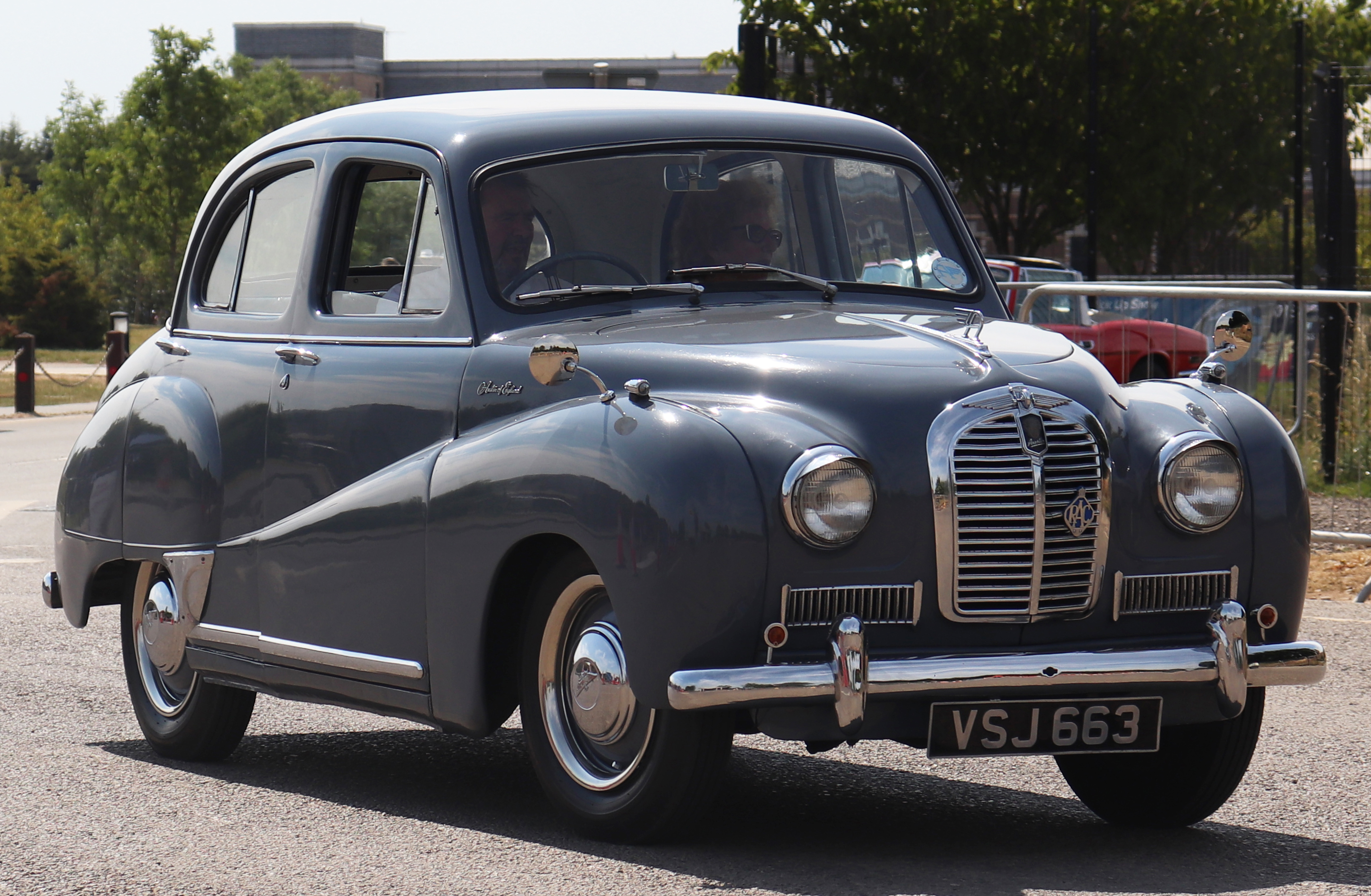
Austin A40 Somerset
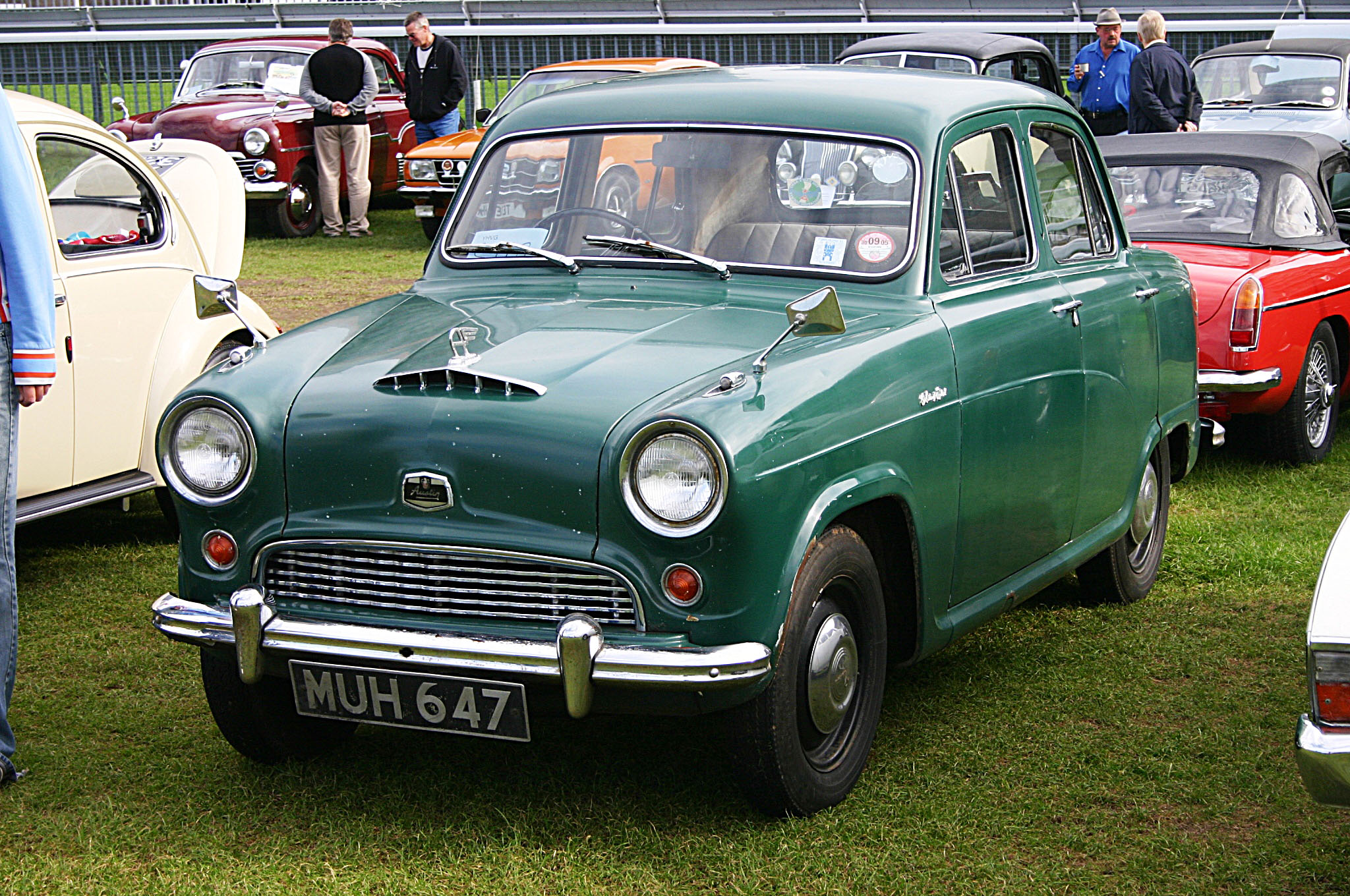
Austin A40 Cambridge
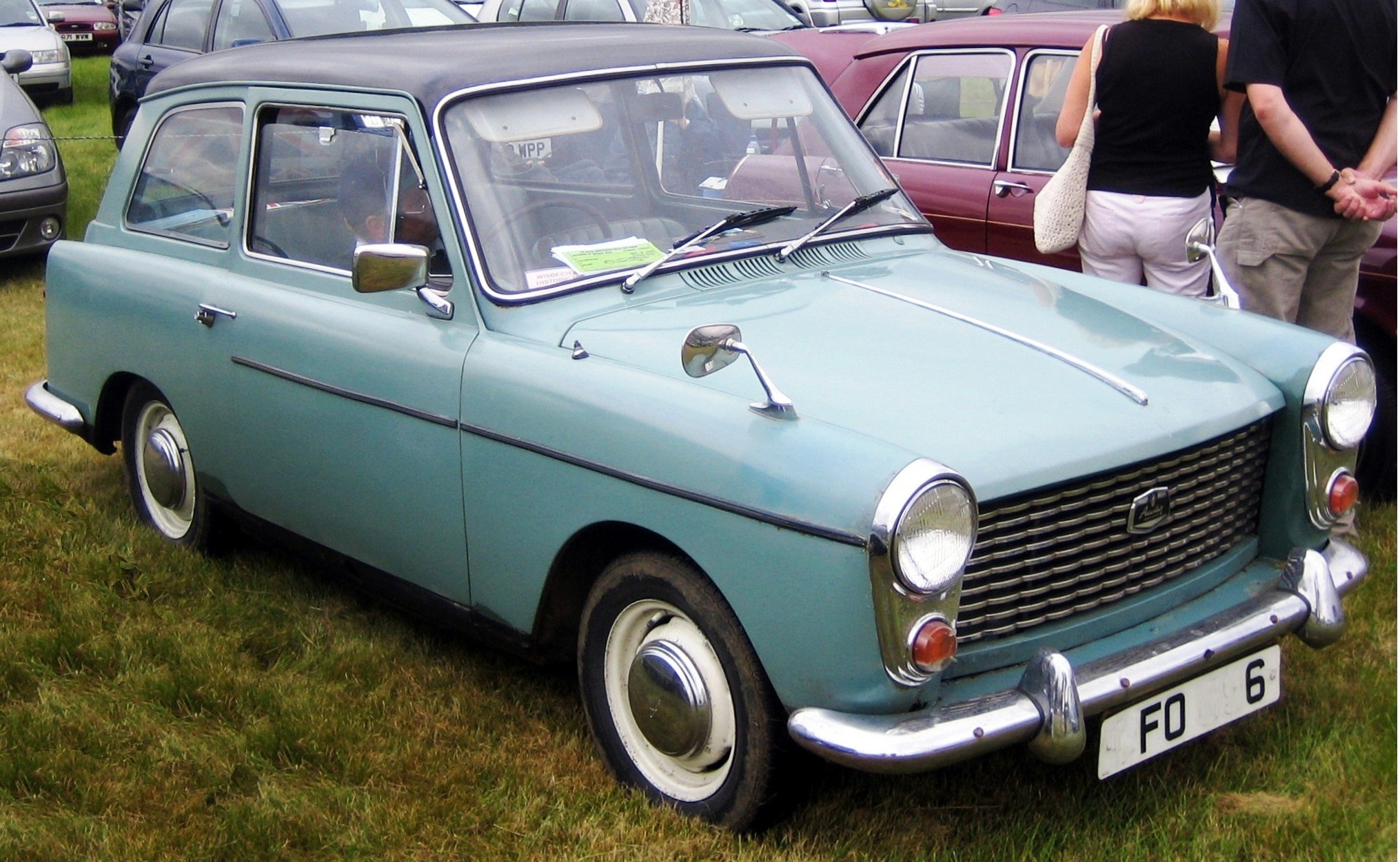
Austin A40 Farina Mk I